# Szkoła i żyćcio
Szkoła i żyćcio (biał. Школа і Жыцьцё) – kolaboracyjne pismo na okupowanej Białorusi podczas II wojny światowej
Pismo zaczęło wychodzić na pocz. 1943 r. Zastąpiło ono dotychczasowy organ prasowy Głównego Inspektoratu Szkolnego przy Komisarzu Generalnym Okręgu Generalnego „Białoruś” „Biełaruskaja szkoła”. Było przeznaczone dla nauczycieli i uczniów szkół białoruskich odradzających się na okupowanej Białorusi. Było wydawane pod auspicjami Oddziału Kultury Komisariatu Generalnego Okręgu Generalnego „Białoruś”, a drukowane przez Wydawnictwo podręczników szkolnych i literatury dla młodzieży. Pismo było bogato ilustrowane. Ostatni numer wyszedł latem 1944 r.